# Kammgarn
Als Kammgarn wird ein Garn bezeichnet, das aus dem Kammzug der Wolle (sogenannter Kammwolle) oder anderen feinen Tierhaaren, aus Chemiefasern (insbesondere Polyester- und Polyacrylnitrilfasern) oder aus Mischungen dieser Fasern nach dem Kammgarnspinnverfahren hergestellt wird.
Die aus dem Kammzug von Baumwolle hergestellten Garne werden nicht zu den Kammgarnen gerechnet.

## Herstellung und Beschreibung
Der Kammzug der Wolle entsteht durch Kämmen der Rohwolle, wobei die kurzen Faserstücke und Verunreinigungen (Noppen, Nissen, Vegetabilien, der sog. Kämmling) aus dem Vormaterial entfernt werden. Durch mehrmaliges Vorstrecken, Verziehen, ggf. Nachkämmen und Mischen werden die Fasern gleichmäßig und parallel ausgerichtet. Der Kammzug wird dann auf speziellen Spinnmaschinen weiterverarbeitet und erhält seine Spinn- und evtl. in einem weiteren Prozessschritt seine Zwirndrehungen.
Die Mindestlänge der verarbeiteten Wollfasern liegt bei 60 Millimetern. Für weiche Kammgarne werden üblicherweise Fasern von 100 bis 125 mm Länge verwendet, für harte Kammgarne 125–160 Millimeter.
Nach DIN 60410 liegen die handelsüblichen Feinheiten von einfachen Kammgarnen zwischen 105 dtex (Nm 96) und 10.000 dtex (Nm 1), wobei Feinheiten zwischen 125 dtex (Nm 80) und 2000 dtex (Nm 5) häufig verwendet werden. Das Spinnen der Kammgarne erfolgt üblicherweise in Z-Richtung, einstufige Zwirne in S-Richtung.
Kammgarne sind feste, glatte und gleichmäßige Garne, die eine geringe Haarigkeit, also wenig abstehende Faserenden, aufweisen. Sie werden vorwiegend als Zwirne vor allem bei hochwertiger Oberbekleidung (Strick-  und Webware), Strumpfartikeln, aber auch zunehmend in hochentwickelten Funktionstextilien oder Heimtextilien verwendet.

## Kammgarnspinnereien in Deutschland
- Kammgarnspinnerei (Bietigheim-Bissingen)
- Schoeller’sche Kammgarnspinnerei in Breslau
- Kammgarnspinnerei (Kaiserslautern) (1981 geschlossen)
- Augsburger Kammgarn-Spinnerei kurz AKS
- Zwickauer Kammgarn GmbH kurz ZKS (Peppermint Group)
- Kammgarnspinnerei (Leipzig) (1951 geschlossen)
- Kammgarnspinnerei Hampe in Helmstedt, aus einer 1823 gegründeten Garnhandlung hervorgegangene und 1993 geschlossene Spinnerei und Färberei
- Kammgarnspinnerei Meerane (1990 geschlossen; bis 1945 Heinrich Schneider & Sohn; Gründung 1882)[8]
- Kammgarnspinnerei Stöhr & Co. AG in Leipzig und später in Rheydt-Odenkirchen (heute Mönchengladbach)
- Johann Wülfing & Sohn (1674 in Lennep gegründet, 1996 geschlossen)
- Sächsische Wollgarnfabrik Leipzig (1990 geschlossen)
- Norddeutsche Wollkämmerei & Kammgarnspinnerei (Delmenhorst, 1981 geschlossen)
- Gera-Greizer Kammgarnspinnerei (Gera 1890, ab 1949 VEB Kammgarnspinnerei Gera, 1990 geschlossen)
- Kammgarnspinnerei Wernshausen (1992 geschlossen)
- Kammgarnspinnerei Wilhelmshaven (1990 geschlossen)

## Kammgarnspinnereien in Österreich
- Schoeller Spinnereigruppe (Hard am Bodensee, Bregenz, Křešice in Tschechien)
- Vöslauer Kammgarnfabrik (1970 geschlossen)

## Kammgarnspinnereien in der Schweiz
- Schoeller Spinnereigruppe, mit der
  - Kammgarnspinnerei (Schaffhausen) (1979 geschlossen)